# Андрогин (мифология)

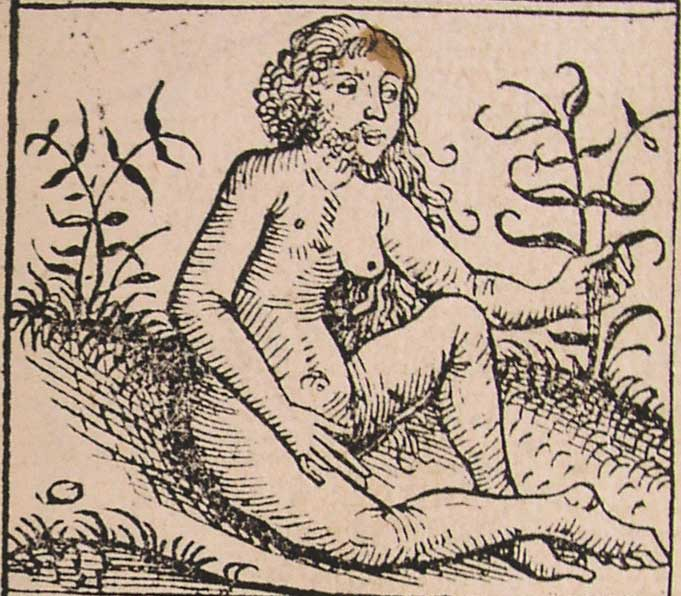

Андроги́н (др.-греч. ἀνδρόγυνος: от ἀνήρ «муж, мужчина» и γυνή «женщина») — человек, наделённый внешними признаками обоих полов, объединяющий в себе оба пола, либо лишённый каких бы то ни было половых признаков. Человек, обладающий и мужскими и женскими чертами.

## В мифологии
В мифологии андрогины — мифические существа-предки, перволюди, соединяющие в себе мужские и женские признаки. За то, что андрогины пытались напасть на богов (возгордились своей силой и красотой), боги разделили их надвое и рассеяли по миру. И с тех пор люди обречены на поиски своей половины.
Платон в диалоге «Пир» рассказывает миф об андрогинах, предках людей, сочетавших в себе признаки мужского и женского пола. Подобно титанам, андрогины были страшны своей силой и посягали на власть богов. Зевс решил разрезать их пополам, уменьшив тем самым их силу и наглость вдвое. Основа этого мифа, возможно, имеет древнее происхождение, но в изложении Платона миф напоминает скорее пародию на этиологические мифы, и на самом деле служит введением в учение об Эросе (именно Эрос соединяет разделённые половинки андрогинов). Дальнейшее описание становится более комичным: андрогины имели округлое шаровидное тело, спина их не отличалась от груди, рук и ног было по четыре, на голове имелось два совершенно одинаковых лица, смотревших в противоположные стороны, две пары ушей.

## В религии и философии
В религиозной мифологии многих народов упоминается, что первый человек был создан андрогином, и лишь затем был разделён на мужчину и женщину.
Такова одна из талмудических трактовок первых глав Книги Бытия: вначале Бог сотворил человека «мужчиной и женщиной», то есть андрогином (Быт. 1:27), а затем разделил его на двух разнополых существ, отделив женщину от бока мужчины (2:22), причём слово ивр. צלע‎ омоним и означает не только «ребро», но и «сторона». Бердяев отмечает аналогичную концепцию в каббале: «Человек заслуживает это имя лишь постольку, поскольку он объединяет в себе мужчину и женщину. Адам, верно отражающий Адама высшего или первичного, должен был, в согласии с этой моделью, объединить в себе мужское и женское начала. И первоначально он был создан андрогином». Контекстный и грамматический анализы Священного Писания позволяют более или менее достоверно утверждать, что в Книге Бытия речь напрямую не идет об андрогинности первоначального Адама. Так, в следующем после (1:27) «И сотворил Бог человека по образу Своему, по образу Божию сотворил его; мужчину и женщину сотворил их» написано буквально (1:28): «И благословил их Бог, и сказал им Бог: плодитесь и размножайтесь, и наполняйте землю, и обладайте ею, …», что указывает на множественное число древнееврейских местоимений «им»/«их», на способность размножаться, что для одного андрогина не представляется возможным, и носит, скорее всего, резюмирующий и вводный характер по отношению к последующей истории сотворения Евы из ребра Адама.
Однако, другие авторы, в частности Фрезер, объясняют эту несостыковку тем, что библейский миф о сотворении является синтезом нескольких источников поздним автором.
По мнению Бердяева, религиозные мистики чувствовали андрогинизм нового Адама — Христа. Этим объяснялось отсутствие в абсолютном человеке жизни пола, похожей на жизнь человеческого рода. Иисус вновь соединил мужское и женское в единый андрогинный образ. Якоб Бёме показывает, что учение о человеке как андрогине делает понятным, почему Иисус Христос, абсолютный и совершенный человек, не знал женщины, подобно Перво-Адаму: «Адам был мужчиною, равно как и женщиной, но и не тем, и не другим, а девою, исполненною целомудрия, чистоты и непорочности, как образ Божий; он имел в себе и тинктуру огня и тинктуру света, в слиянии которых покоилась любовь к себе как некий девственный центр; чему и мы уподобимся по воскресении мертвых, ибо, по слову Христа, там не женятся и не выходят замуж, а живут подобно ангелам Божиим».
Немецкий теолог Франц Баадер видел в восстановлении утерянной первоначальной андрогинной природы человека цель брачной любви: «Андрогин есть единство формообразующих принципов или органов или же соединение общеродовых способностей в одном теле. Это понятие не связано ни с импотенцией или бесполостью, ни с гермафродитизмом как его противоположностью, то есть с сосуществованием в одном теле обоих полов.» «Так, тайна и таинство истинной любви в том, чтобы взаимно помогать друг другу восстановить каждому в себе андрогина как целостного и чистого человека, который не есть ни мужчина, ни женщина, то есть не нечто половинчатое»
По мнению религиозного философа Александра Бриллиантова «Уже в самом воплощении и рождении Христос уничтожает первое и главное разделение природы человеческой на мужской и женский пол. Через бессеменное зачатие и нетленное рождение Он разрушает законы плотской природы, показывая, что Богу был, вероятно, известен иной способ размножения людей, отличный от нынешнего, и устраняя самым делом различие и разделение человеческой природы на полы».
Св. преп. Максим Исповедник пишет о Христе: «[Итак], сначала Он в Самом Себе соединил нас с Самими Собой через устранение различия на мужской и женский пол, и вместо мужчин и женщин, в которых как раз и наблюдается образ этого разделения, явил [всех] просто людьми в собственном и истинном смысле, которые во всем стали сообразны Ему и носят на себе Его цельный и совершенно неискаженный образ, нисколько не затронутый ни одним из признаков тления» («О различных трудных местах (апориях), 103-я апория»).
Бердяев считал, что: «Не мужчина и не женщина есть образ и подобие Божье, а лишь андрогин, целостный человек. Дифференциация мужского и женского есть последствие космического падения Адама. Образование Евы повергло старого Адама во власть родовой сексуальности, приковало его к природному „миру“, к „миру сему“. „Мир“ поймал Адама и владеет им через пол, в точке сексуальности прикован Адам к природной необходимости. Власть Евы над Адамом стала властью над ним всей природы. Человек, привязанный к Еве рождающей, стал рабом природы, рабом женственности, отделенной, отдифференцированной от его андрогинического образа и подобия Божьего. Мужчина пытается восстановить свой андрогинический образ через сексуальное влечение к утерянной женской природе.»

## В психологии
Психоанализ объявляет андрогинность глубинной особенностью человеческой психики. Карл Юнг показывает в своём терапевтическом опыте, что человеческая психика андрогинна по своей природе. В жизни андрогин в подавляющем большинстве становится «только-мужчиной» или «только-женщиной», но обе эти формы существования ущербны и нуждаются в восстановлении изначальной целостности.
Вклад в изучение андрогинности также внесла американский психолог Сандра Бем. Опросник сексуальной роли по её системе — один из самых широко используемых. В зависимости от ответов, люди классифицируется в ней по четырём половым ролям — мужской, женской, андрогинной или неопределенной.
Андрогины — те, кто имеет одинаково высокий уровень как женских, так и мужских качеств. Женская роль определяется большинством феминных черт характера, мужская — маскулинных. Неопределенная роль характеризуется низким уровнем и тех, и других.
Согласно Сандре Бем, андрогинные женщины и мужчины более психически здоровы, чем люди с типично женской или типично мужской половой ролью. Наименее успешны люди с неопределенной ролью. В более поздних исследованиях эта идея не нашла подтверждения, и Бем сама признает слабые места в её ранней работе, теперь предпочитая работать с теорией гендерной схемы.
Приспосабливаемость гендерных ролей в какой-то степени зависит от ситуации. В близких отношениях предпочтительны андрогинная или женская роль из-за эмоциональной природы таких отношений, а при обучении и работе — андрогинная или мужская.

## В культуре

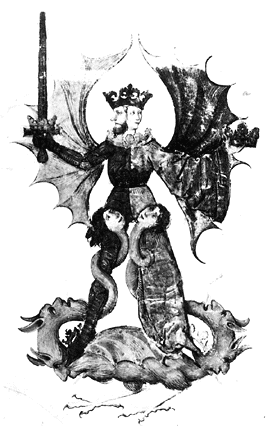
Изображение алхимического андрогина-ребиса XV в.; из собрания Баварской государственной библиотеки

Черты двуполости — изображение божеств определённого пола с особенностями противоположного пола можно встретить в иконографии многих народов. Такова, например, бородатая Афродита и Афродита с мужским половым органом. Древние греки чтили в числе других богов Гермафродита — сына Гермеса и Афродиты, в нём совмещались женские и мужские черты.
В пантеоне богов ведийской и брахманистской Индии выделяется Адити — божественная корова-бык, мать и отец богов. Там же видное место занимает Праджапати, создавший всё из самого себя. Египетский бог Ра, совокупившийся сам с собой, породил других богов, людей и весь мир. Своеобразным вариантом андрогинов являются персонажи, предстающие то в мужском, то в женском облике. Так, небесное существо Пулугу (в андаманской мифологии) в южной части архипелага принадлежит мужской природе, в северной — женской.

## В литературе
В фантастическом романе «Левая рука тьмы» Урсулы Ле Гуин описывается планета Гетен, жители которой — андрогины. У гетенцев период бесполости (сомер) сменяется периодом появления сексуальности (кеммер), когда они превращаются в «мужчину» или в «женщину». Причём, если в одном цикле, человек — «мужчина», то в другом он может выступить как «женщина».
В психологическом романе «История одного андрогина» Моргана Роттена главный герой произведения проживает первую половину жизни как парень, а вторую — как девушка, будучи биологически гермафродитом.